# Hawker Hurricane

Hawker Hurricane

Хокер Харрикейн (англ. Hawker Hurricane) — британский одномоторный одноместный истребитель времён Второй мировой войны, разработанный фирмой Hawker Aircraft Ltd в 1934 году.
Различные модификации самолёта могли действовать как перехватчики, истребители-бомбардировщики (известные также как «Hurribombers») и штурмовики. Для действия с авианосцев существовала модификация, называемая Sea Hurricane.
Всего построено более 14 500 экземпляров.

## Разработка
«Харрикейн» был разработан Hawker Aircraft Ltd в ответ на запрос Министерства авиации на постройку истребителя, вооружённого восемью пулемётами и новым двигателем Rolls-Royce PV-12, который позже станет известен под именем «Merlin».
В то же время истребительное командование RAF включало в себя 13 эскадрилий вооружённых бипланами Hawker Fury, Hawker Hart или Bristol Bulldog с деревянными пропеллерами с неизменяемым шагом и неубирающимися шасси.
Разработка, начатая в начале 1934 года под руководством Сидней Кэмма (Sidney Camm), была отвергнута Министерством авиации, и Кэмм предложил выпустить самолёт как частную инициативу компании Hawker. Для экономии «Харрикейн» был разработан с использованием как можно большего количества существовавших инструментов и оборудования. В действительности самолёт был версией успешного Hawker Fury, выполненной как моноплан. Это был главный фактор последующего успеха «Харрикейна».

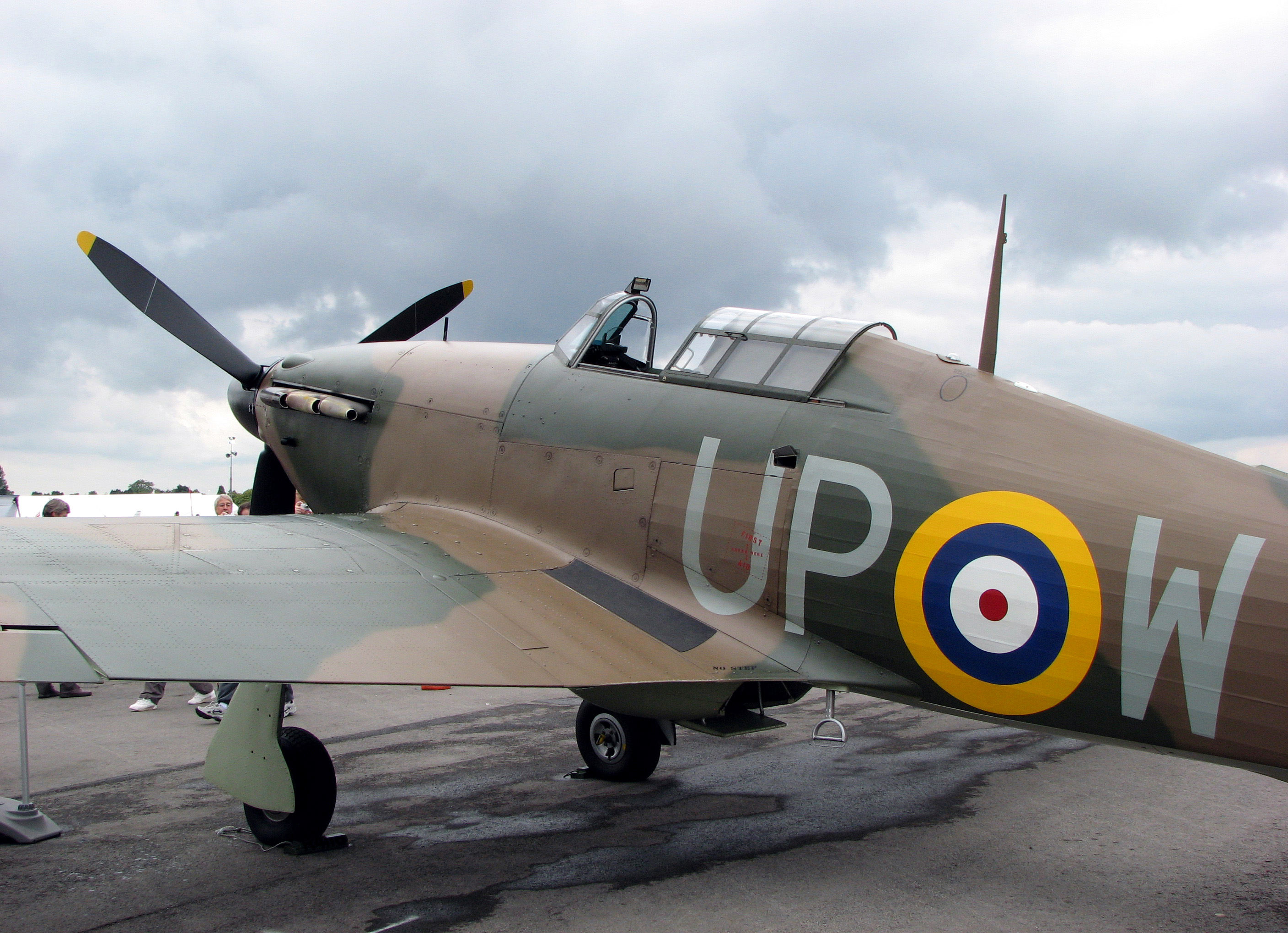
Hurricane Mk1, серийный номер: R4118. Этот «Харрикейн» совершил 49 боевых вылетов, уничтожил три и повредил ещё два вражеских самолёта.

На ранних стадиях разработки «моноплан Fury» оснащался двигателем Rolls-Royce Goshawk, но немного позже заменён на «Мерлин» и оснащён убирающимися шасси. Разработка стала называться «моноплан-перехватчик» и к маю 1934 года была готова в деталях.
Для тестирования в аэродинамической трубе Национальной физической лаборатории в Тэддингтоне была построена модель в масштабе 1:10. Серия тестов подтвердила, что жизненно важные аэродинамические качества разработки в порядке, и в декабре того же года была построена полноразмерная модель.
Первый прототип K5083 начал строиться в августе 1935 с двигателем PV-12 Merlin. Законченные части самолёта были доставлены на автодром Бруклендс, где у Hawker был сборочный ангар, и собраны 23 октября 1935 года. Наземное тестирование заняло около двух недель, и 6 ноября 1935 под управлением главного тест-пилота Hawker P.W.S. Джорджа Булмана (George Bulman) прототип поднялся в воздух в первый раз.
Несмотря на более высокую скорость по сравнению со стоявшими на вооружении RAF бипланами, «Харрикейн» был устаревшим уже в момент создания. Силовой каркас был выполнен по той же технологии, что и каркас бипланов, где сварным соединениям предпочитались заклепки. Он имел ферменный фюзеляж из стальных труб высокой прочности, к которому крепились лонжероны, обтянутые льняной тканью. Такая конструкция означала высокую прочность «Харрикейна» и большее сопротивление разрывным снарядам, чем покрытый металлом Supermarine Spitfire. Изначально крыло состояло из двух лонжеронов и также обтягивалось тканью. Цельнометаллическое крыло из дюралюминия было разработано лишь в апреле 1939. Таким крылом оснащались все последующие модификации.
Простота в обслуживании, широкая колея шасси, хорошие лётные характеристики позволяли «Харрикейну» широко использоваться на театрах военных действий, где надёжность, удобство управления и стабильная платформа для вооружения являлись более важными, чем лётные характеристики, например в роли штурмовика.

## Конструкция
Hawker Hurricane — одномоторный одноместный истребитель моноплан классической схемы с убирающимся шасси и закрытой кабиной.
Фюзеляж — конструктивно и технологически состоял из трех частей: носовая часть с моторамой, центральная с кабиной пилота и хвостовая часть. Каркас фюзеляжа представлял собой пространственную сварную ферму из стальных труб. Ферма располагалась по всей длине фюзеляжа от руля направления до носовой части, включая мотораму. Жесткость фермы повышали металлические диагональные проволочные и трубчатые раскосы. В хвостовой части, за пилотской кабиной, поверх фермы были установлены шпангоуты из толстой фанеры, в выемки которых укладывались продольные деревянные рейки-стрингеры. Хвостовая часть фюзеляжа обтягивалась полотном, пропитанное лаком. В носовой части моторама закрывалась капотом из дюралевых листов. Фюзеляж перед фонарем кабины имел фанерную обшивку, обклеенную снаружи полотном, а борта в центральной части обшивались дюралевым листом.
Носовая и центральная часть фюзеляжа разделялись противопожарной перегородкой из дюралевых листов с асбестовой прослойкой. За перегородкой устанавливался резервный топливный бак, затем еще одна перегородка и кабина пилота. Кабина пилота находилась над центропланом. Рама центральной части была интегрирована в конструкцию каркаса центроплана и составляла с ним одно целое.
Кабину пилота закрывал прозрачный фонарь, состоящий из двух частей: лобового стекла и сдвигаемой назад крышки. На штампованный козырек крепилось бронированное лобовое стекло. В верхней части, на козырьке, устанавливалось зеркало заднего вида. Слева в крышке фонаря имелась форточка. Пилот попадал в кабину, отодвигая сдвижную часть фонаря. Кабина оснащалась приборной доской, центральная часть которой представляла собой отдельную панель, подвешенную на амортизаторах, и комплектом органов управления. Металлическое кресло пилота регулировалась по высоте.
Кабина пилота сзади защищалась бронеплитой. За бронеплитой размещалась радиостанция, две ракетницы с осветительными ракетами, аккумулятор, аптечка, кислородные баллоны, антенная мачта и контейнер с запасом провизии, воды и средствами выживания в пустыне. Далее хвостовая часть фюзеляжа была пуста.
Крыло — цельнометаллическое (самолеты выпуска до весны 1940 года имели деревянные крылья) состояло из центроплана и двух отъёмных консолей. Центроплан составлял одно целое с фюзеляжем обшивался дюралевым листом. К центроплану крепились основные стойки шасси, воздухозаборник радиатора, маслобак и бензобаки. На торцевых нервюрах центроплана установлены четыре крепежных узла для консолей крыла.
Консоли крыла трапециевидные в плане с закругленными законцовками. Каркас крыла два главных стальных лонжерона двутаврового сечения и два вспомогательных. Нервюры штампованные дюралевые. К нервюрам крепились дюралевые стрингеры, подкреплявшие дюралевую обшивку. Крепление обшивки к каркасу осуществлялось заклепками с полукруглой головкой. Внутри консолей располагался пулеметный отсек.
Механизация крыла — элероны и закрылки. Элероны навешивались на кронштейны, закрепленные к заднему лонжерону крыла, и отклонялись на 22º вверх и 21º вниз. Элероны имели металлический каркас и полотняную обшивку. Под крылом между элеронам находились цельнометаллические закрылки, выпускавшиеся гидроприводом вниз на 80º.
Хвостовое оперение — классическое: вертикальное оперение — киль с рулем направления, горизонтальное оперение — стабилизатор с рулями высоты. Вертикальное и горизонтальное оперение имело дюралевый каркас и полотняную обшивку. Рули высоты имели весовую и аэродинамическую балансировку и были снабжены триммерами. Дополнительную балансировку обеспечивали триммеры, выступающие за контур рулей, и регулируемые на земле. Угол отклонения рулей высоты 27º вверх и 20º вниз.
Руль направления мог отклоняться на 28º вправо и влево.
Шасси — классическое трехопорное, с хвостовым колесом, убираемое. Основные стойки крепились к переднему лонжерону центроплана и были снабжены воздушно-масляными амортизаторами. Основные стойки убирались в полете с помощью гидравлической системы и складывались вдоль крыла по направлению к оси самолета. В закрытом положении стойку и часть колеса прикрывал специальный щиток, закрепленный на стойке. Аварийный выпуск шасси осуществлялся при помощи пневматики, ножной насос располагался в кабине пилота у левой педали. Колеса оснащались пневматическими тормозами. Хвостовое колесо неубирающееся самоориентирующееся крепится неподвижно на удлиненной стойке с гидропневматическим амортизатором.
Силовая установка — поршневой 12-цилиндровый V-образный рядный двигатель жидкостного охлаждения Rolls-Royce «Merlin» мощностью 1195 л. с. (при 100-октановом бензине). На самолет устанавливали два типа двигателей Merlin II и Merlin III, которые развивали одинаковую мощность и отличались только конструкцией носка вала. Запуск двигателя осуществлялся от электростартера или вручную, с помощью двух съемных рукояток. Двигатель охлаждался этилен-гликолем, бачок для которого крепился к противопожарной перегородке. Этилен-гликоль и масло охлаждались в туннельном радиаторе, установленном под креслом пилота, а поток воздуха через него регулировался клапаном управляемым пилотом.
На самолетах с двигателем Merlin II устанавливался деревянный двухлопастный воздушный винт фиксированного шага, диаметром 3,25 м, или трёхлопастный металлический винт с двумя положениями лопастей диаметром 3,35 м. Харрикейны с двигателями Merlin III дополнительно комплектовались деревянными воздушными винтами диаметром 3,28 м.
Топливная система — бензин заливался в протектированные баки: два главных, объемом по 150 литров каждый, расположенных в центроплане, и резервный, расположенный в фюзеляже, объемом 127 литров. В состав топливной системы входили бензопроводы, бензонасос и указатели уровня топлива.
Часть самолетов была оснащена системой подвески под крыльями двух дополнительных баков объемом по 200 литров.
Масляная система — состоит из маслобака объемом 34 литра, установленного в центроплане, маслопроводов и маслонасоса. Давление в системе 5 атм.
Вооружение — восемь пулеметов «Браунинг» калибра 7,7 мм. Пулеметы располагались батареями по четыре в каждом крыле, сразу за стройками шасси. Пулеметы имели ленточное питание. Боекомплект составлял по 338 патронов на ствол в первом коробе и 324 патрона во втором коробе. Перезарядка и управление огнем — пневматическое, гашетка располагалась на ручке управления. Контроль результатов стрельбы осуществлялся с помощью фотопулемета.
Самолетные системы
Гидравлическая система — обеспечивала выпуск и уборку шасси, отклонение элеронов и закрылков. Давление в гидросистеме поддерживала помпа, отбирающая мощность у левого двигателя.
Пневматическая система — обеспечивала работу тормозов колес, перезарядку, спуск пулеметов и фотопулеметов. Воздух от бортового компрессора, имеющего привод от двигателя, поступал в баллон, а оттуда в систему.
Электрическая система — бортовая электросистема напряжением 12 В запитывалась от 500-ваттного генератора с приводом от двигателя. При неработающим двигателе напряжение на борту обеспечивал аккумулятор емкостью 40 Ач, установленный за креслом пилота. Электричество освещало кабину, питало приборы, навигационные и сигнальные огни, посадочные фары. На поздних самолетах электроподогрев встроили в бахилы и рукавицы пилота.
Кислородное оборудование — бортовые кислородные баллоны соединялись с дыхательной маской.
Система антиобледенения — обеспечивала прозрачность лобового стекла фонаря и состояла из бачка со спиртовой смесью объемом 2,3 л и ручного насоса.
Радиооборудование — коротковолновая радиостанция с проволочной антенной, растянутой между мачтой в передней части гаргрота и мачтой на киле. Радиостанция находилась за бронеперегородкой в фюзеляже. Радиостанция запитывалась от собственной сухой батареи.

## Производство
«Харрикейн» был отправлен в серийное производство уже в июне 1936 в основном благодаря своей относительной простоте конструкции и лёгкости изготовления. В перспективе всё более и более вероятной войны важно было снабдить RAF эффективным истребителем как можно быстрее, если производство гораздо более совершенного «Спитфайра» столкнется с трудностями. Этот же фактор был важен для обслуживающего персонала эскадрилий, который имел опыт сервиса и починки самолётов схожей с «Харрикейном» конструкции, простота которой позволяла выдающиеся импровизации при починке в мастерских эскадрилий.
Первый серийный самолёт с установленным двигателем Merlin II совершил первый полёт 12 октября 1937 года. В декабре первые четыре самолёта поступили на службу в 111 эскадрилью на базе RAF Northolt. К началу войны было произведено около 500 «Харрикейнов», которыми укомплектовали 18 эскадрилий.

### Партия 1
Партия из 600 самолётов модификации MkI была произведена компанией Hawker Aircraft.
Поставки машин этой партии в войска начались 15 декабря 1937 и окончились 6 октября 1939.
Первые 430 самолётов партии имели полотняную обшивку крыльев, остальные 170 — металлическую.
Впоследствии 94 машины были переданы другим странам:
- Турции — 22 машины.
- Канаде — 20 машин.
- Бельгии — 20 машин.
- Югославии — 12 машин.
- Румынии — 12 машин.
- Южно-Африканскому Союзу — 7 машин.
- Ирану — 1 машина.

### Партия 2
Партия из 300 самолётов модификации MkI была также произведена компанией Hawker Aircraft.
Поставки машин этой партии в войска начались 29 сентября 1939 и окончились 1 мая 1940.
Первые 80 самолётов партии имели полотняную обшивку крыльев, остальные 220 — металлическую.
Впоследствии 21 машина была передана другим странам:
- Югославии — 12 машин.
- Финляндии — 8 машин
- Турции — 1 машина.

### Партия 1/C
Партия из 40 самолётов модификации Mk I была произведена канадской компанией Canadian Car & Foundry Company по заказу Королевских ВВС.
Самолёты этой партии снабжались более мощным двигателем Rolls-Royce Merlin II или III и либо двухлопастным пропеллером фирмы Watts, либо трехлопастным фирмы De Havilland.
Впоследствии один самолёт был передан Ирландии.

### Партия 1/G
Партия из 500 самолётов модификации MkI была произведена компанией Gloster Aircraft.
Поставки машин этой партии в войска начались в ноябре 1939 и окончились в апреле 1940.
Самолёты этой партии снабжались более мощным двигателем Rolls-Royce Merlin III.
Первые 100 машин этой партии снабжались двухлопастными пропеллерами и радиостанцией TR9D, остальные — трёхлопастными и радиостанцией TR1133.
Впоследствии 17 машин было передано другим странам:
- Югославии — 12 машин.
- Свободной Франции — 1 машина.
- Ирану — 1 машина.
- Родезии — 1 машина.
- Ирландии — 1 машина.
- Американской экспедиционной армии — 1 машина.

19 машин этой партии были модернизированы до Mk II, после чего некоторые из них были отправлены в СССР по программе Ленд-лиз.

### Партия 3
Партия из 300 самолётов модификации MkI была произведена компанией Hawker Aircraft.
Поставки машин этой партии в войска начались 21 Февраля 1940 и окончились 20 июля 1940.
Самолёты этой партии снабжались двигателями Rolls-Royce Merlin III.
Самолёт под номером P3269 стал прототипом самолёта Hurricane MkII с двигателем.
Впоследствии 3 машины было передано другим странам:
- Южно-Африканскому Союзу — 2 машины.
- Ирландии — 1 машина.

### Партия 2/G
Партия из 1250 самолётов модификации MkI, 33 самолётов модификации IIA, 417 самолётов модификации IIB была произведена компанией Gloster Aircraft (итого 1700 самолётов).
Самолёты этой партии снабжались двигателями Rolls-Royce Merlin III либо Rolls-Royce Merlin XX и пропеллером с изменяющимся углом установки лопастей.
Поставки машин этой партии в войска начались в июле 1940 и окончились в августе 1941.
Впоследствии 3 машины были переданы Южно-Африканскому Союзу.

### Партия 4
Партия из 500 самолётов модификации MkI была произведена компанией Hawker Aircraft.
Поставки машин этой партии в войска начались 2 июля 1940 и окончились 5 февраля 1941.
Самолёты этой партии снабжались двигателями Rolls-Royce Merlin III.
Первые 25 машин партии были выпущены с полотняной обшивкой крыла (позже, уже в войсках, были переоснащены металлической), остальные 475 имели металлическую обшивку изначально.
Впоследствии 14 машин было передано другим странам:
- Южно-Африканскому Союзу — 8 машин.
- Ирландии — 4 машины.
- Канаде — 1 машина.
- Австралии — 1 машина.

### Партия 5
Партия из 1000 самолётов модификации MkII была произведена компанией Hawker Aircraft.
Поставки машин этой партии в войска начались 14 января 1941 и окончились 28 июля 1941.
Самолёты этой партии снабжались двигателями Rolls-Royce Merlin ХХ.
Впоследствии 14 машин было передано другим странам:
- Португалии — 4 машины.
- Свободной Франции — 4 машины.
- Турции — 1 машина.

### Партия 2/C
Партия из 320 самолётов модификации Mk I и 20 самолётов модификации Mk X была произведена канадской компанией Canadian Car & Foundry Company.
Поставки машин этой партии в войска начались в июне 1940 и окончились в апреле 1941.
31 машина этой партии не была отправлена в Британию и осталась на службе в ВВС Канады.

### Партия 6
Партия из 1350 самолётов модификации MkII была произведена компанией Hawker Aircraft.
Самолёты этой партии снабжались двигателями Rolls-Royce Merlin ХХ.
Поставки машин этой партии в войска начались в сентябре 1941 и окончились в декабре 1941.
Значительная часть машин этой партии была отправлена в СССР по программе Ленд-лиз.

### Партия 4/G
Партия из 450 самолётов модификации Mk.IIB была произведена компанией Gloster Aircraft.
Самолёты этой партии снабжались Rolls-Royce Merlin XX.
Поставки машин этой партии в войска начались в сентябре 1941 и окончились в декабре 1941.
1 самолёт был передан Южно-Африканскому Союзу.

### Партия 7
Партия из 1888 самолётов модификации MkII была произведена компанией Hawker Aircraft на заводах в Лэнгли и Брукленде.
Поставки машин этой партии в войска начались 17 марта 1942 и окончились 23 ноября 1942.
Впоследствии 7 машин были переданы другим странам:
- Южно-Африканскому Союзу — 4 машины.
- Турции — 3 машины.

2 машины были модифицированы в Sea Hurricane.
12 машин были использованы в качестве учебных каркасов.
Самолёты этой партии снабжались двигателями Rolls-Royce Merlin ХХ.
Всего было произведено около 14 000 «Харрикейнов» и его модификации для действия с авианосцев «Си Харрикейн». Большинство из них было построено компанией Hawker (которая производила их до 1944 года) и Gloster Aircraft Company. В Austin Motor Company построили 300 «Харрикейнов». Canada Car and Foundry, расположенная в Форт Уильяме в Онтарио, построила 1400 «Харрикейнов» модификации Mk.X.

## Модификации

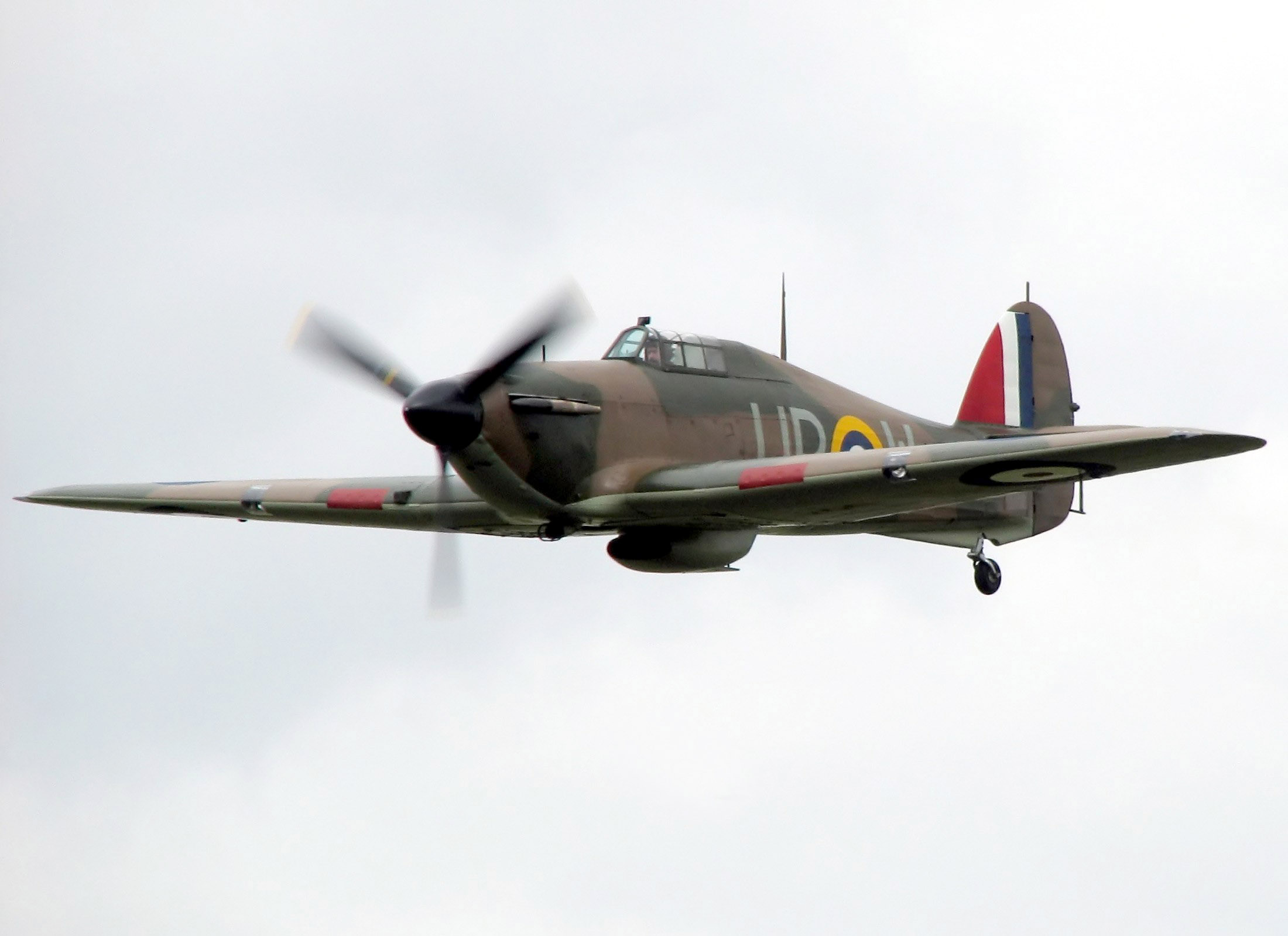
Восстановленный Hurricane I

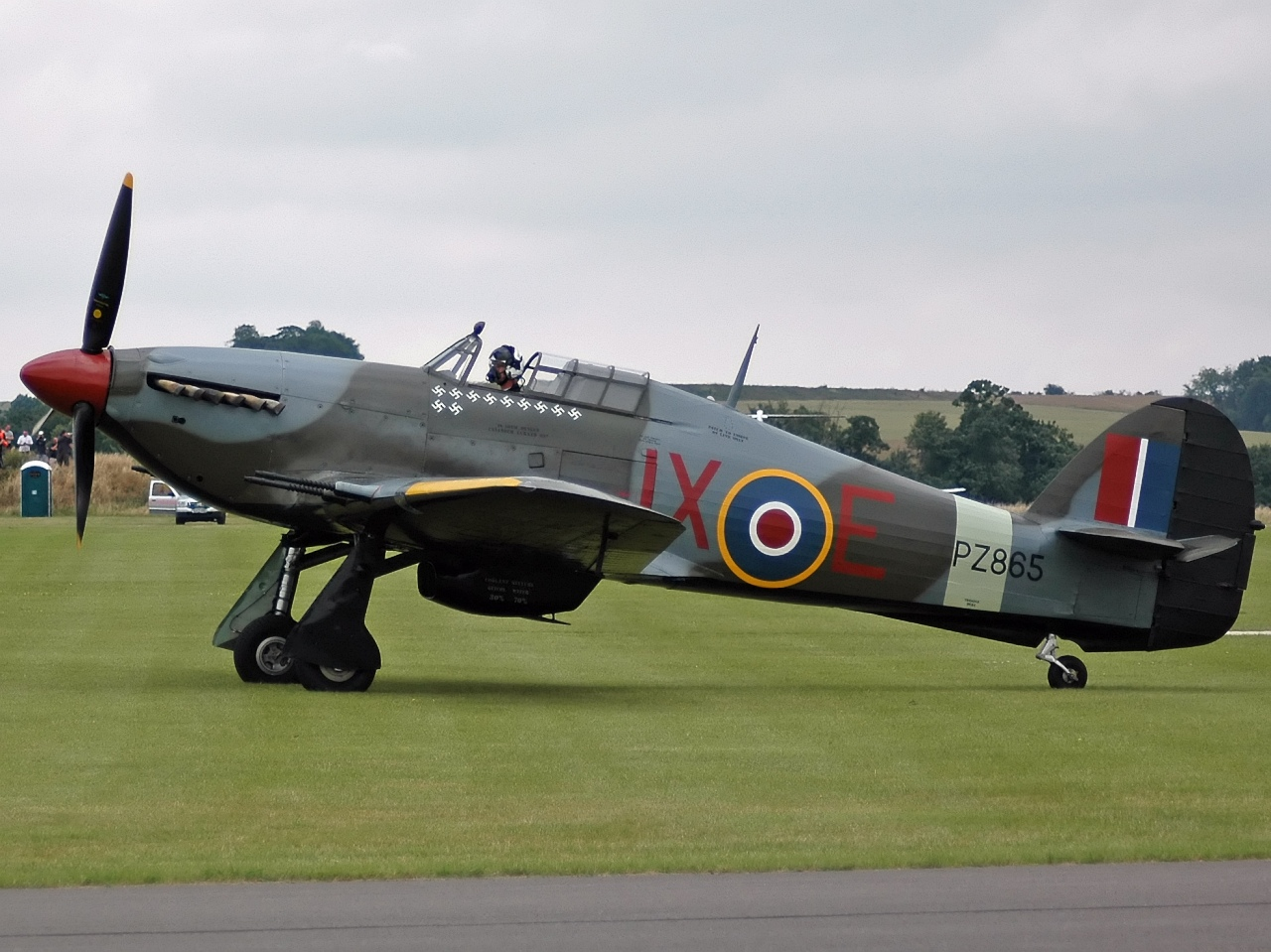
Hawker Hurricane IIC PZ865 — Последний произведенный «Харрикейн»

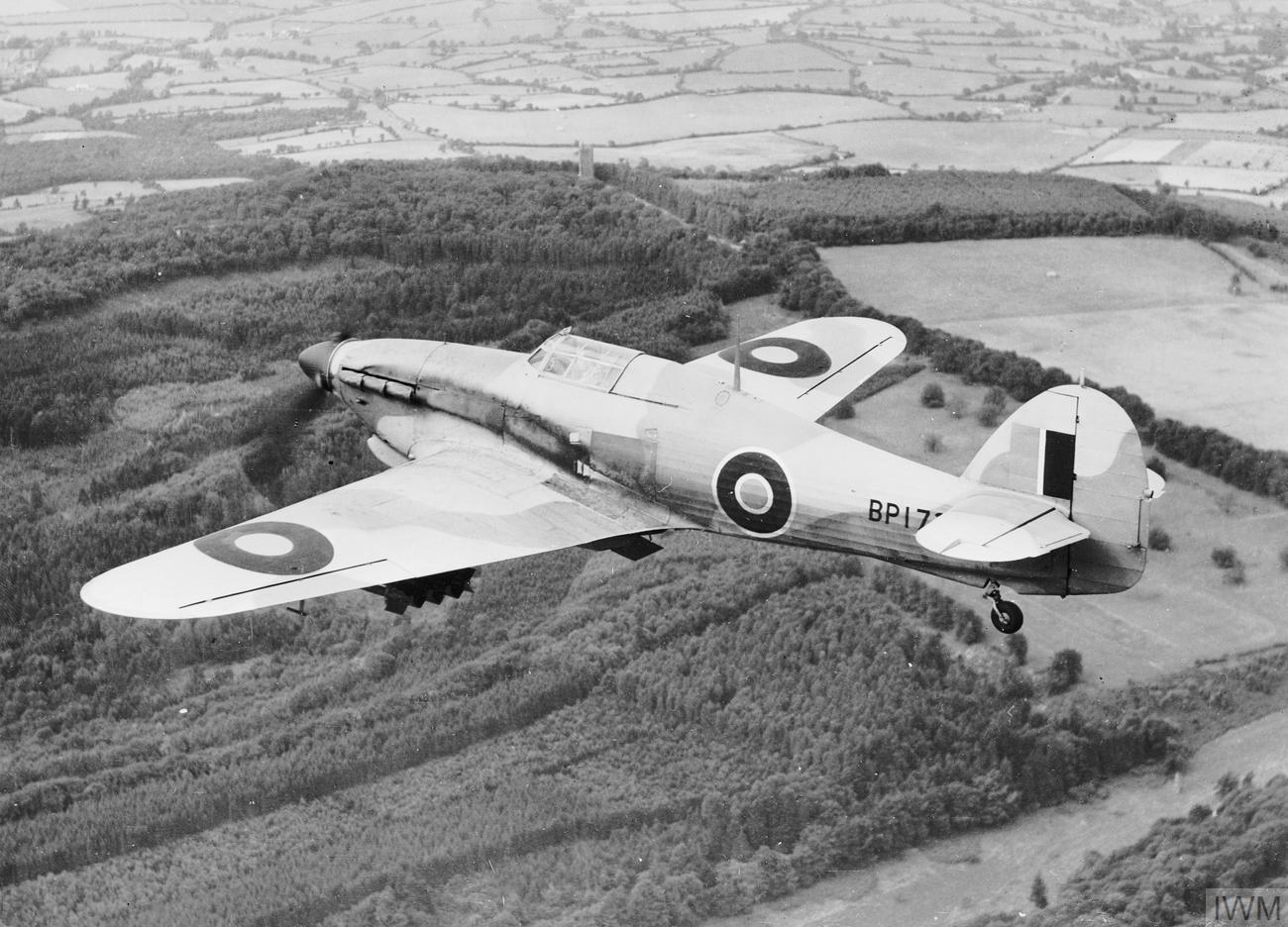
Hurricane Mk IV, вооружённый ракетами RP-3

Hurricane I
Первая производственная версия с покрытыми тканью крыльями, деревянным двухлопастным пропеллером неизменяемого шага. Оснащался двигателем Rolls-Royce Merlin II или III c взлётной мощностью в 880 л. с. и максимальной мощностью на форсаже в 1310 л. с. на высоте в 2743 м (9000 футов). Вооружался восемью 7,7-мм пулемётами Browning .303 Mk II. Производился в 1937—1939 гг.
Hurricane I (ревизия)
Пересмотренная версия «Харрикейна» оснащалась металлическим винтом постоянной скорости вращения производства de Havilland или Rotol, крылом, обшитым металлом, улучшенным бронированием и другими усовершенствованиями. В 1939 году на вооружении RAF стояло около 500 самолётов этой модификации, которые формировали основу истребительных эскадрилий.
Hurricane IIA Series 1
Hurricane I, оснащённый двигателем Merlin XX с взлётной мощностью в 1280 л. с. и форсажной мощностью в 1490 л. с. на высоте в 3810 м (12 500 футов). Вооружался четырьмя 20-мм пушками Hispano Mk II. Впервые поднялся в воздух 11 июня 1940. Поступил на вооружение эскадрилий в сентябре того же года.
Hurricane IIB (Hurricane IIA Series 2)
Hurricane IIA Series 1, оснащённый новым и немного более удлинённым обтекателем втулки пропеллера. Вооружался двенадцатью 7,7 мм пулемётами Browning .303 Mk II. Дополнительно мог нести 2 бомбы весом 250 или 500 фунтов, хотя это негативно отражалось на максимальной скорости полёта. С 1941 вместо бомбовой нагрузки мог нести два подвесных топливных бака по 205 литров (45 галлонов). Первый самолёт был построен в октябре 1940, а своё название — Mark IIB, он получил лишь в апреле 1941.
Hurricane IIB Trop.
Тропический вариант для использования в Северной Африке. Снабжён противопылевыми фильтрами и комплектом для выживания в пустыне для потерпевших аварию пилотов.
Hurricane IIC (Hurricane IIA Series 2)
Новый обтекатель втулки воздушного винта. Вооружался четырьмя 20-мм пушками Hispano Mk II. Как и Hurricane IIB, мог дополнительно принимать бомбовую нагрузку или топливные баки. По характеристикам он уступал немецким истребителям, поэтому переключился на штурмовые задачи. Также были попытки использовать эту модификацию как ночной истребитель. Наиболее многочисленная модель, произведено 4711 штук (включая переделанные IIA и IIB).
Hurricane IID
Штурмовая модификация Hurricane IIB. Вооружалась двумя 40-мм противотанковыми пушками (изначально Rolls-Royce QF 2-pounder Mark XIV с 12 снарядами на ствол, позже Vickers S с 15 снарядами на ствол) и двумя 7,7-мм пулемётами Browning .303 Mk II с трассирующими боеприпасами. Также было усилено бронирование кабины пилота, радиатора и двигателя. Вес вооружения и дополнительного бронирования негативно отразился на манёвренности и фактически исключал применение в качестве истребителя. Первый самолёт взлетел 18 сентября 1941, а поставки начались в 1942. Активно использовался в Северной Африке.
Hurricane IIE
Вариант Hurricane IID с унифицированной подвеской на крыльях, позволяющей использовать две 40-мм противотанковые пушки Vickers S или восемь 60-фунтовых ракет RP-3, в дополнение к которым имелось два 7,7-мм пулемёта Browning .303 Mk II. Вместо пушек и ракет мог нести два топливных бака или две бомбы. Использовать под разными крыльями пушки и ракеты не получалось, так как из-за отдачи при пушечной стрельбе ракеты срывались с направляющих. Прототип был успешно испытан 23 марта 1942, с апреля в серийном производстве. После выпуска 270 штук был заменён двигатель, улучшено бронирование и модель стала именоваться Hurricane IV.
Hurricane T.IIC
Двухместный тренировочный самолёт. Построено две штуки для персидских военно-воздушных сил.
Hurricane III
Модификация Hurricane II, оснащённая двигателем Merlin производства Packard в качестве альтернативы британским двигателям. Серийно не выпускалась.
Hurricane IV
Hurricane IIE с дополнительным бронированием кабины пилота, радиатора и топливных баков весом в 350 фунтов (159 кг), а также двигателем Merlin 24 или 27, обладающим взлётной мощностью в 1610 л. с. и максимальной форсажной мощностью в 1510 л. с. на высоте в 2819 м (9250 футов). Все 524 выпущенные машины оснащались противопыльными фильтрами.
Hurricane V
Экспериментальный проект по оснащению Hurricane IV четырёхлопастным пропеллером и двигателем Merlin 32, обладающим взлётной мощностью в 1625 л. с. и максимальной форсажной мощностью в 1640 л. с. на высоте в 609 м (2000 футов). Лётные характеристики улучшились незначительно, а двигатель имел склонность к перегреву. Модель предназначалась для штурмовых операций в Бирме. Было построено не более 3 экземпляров, которые после испытаний в апреле 1943 были переделаны в Hurricane IV.
Hurricane X
Канадский вариант Hurricane I с двигателем Merlin 28 производства Packard c взлётной мощностью в 1300 л. с. и максимальной форсажной мощностью в 1240 л. с. на высоте в 3505 м (11500 футов). Всего построено 490 штук.
Hurricane XI
Канадский вариант Hurricane II. Построено 150 штук.
Hurricane XIIA и XII
Канадский Hurricane XIIA был разновидностью британского Hurricane II, а канадский XII — британских IIB или IIC. Использовался двигатель Merlin 29 производства Packard c тяговыми характеристиками как у Merlin 28.
Canadian Car & Foundry (CC&F) произвела 1451 «Харрикейна» всех модификаций, в том числе с использованием британских двигателей.

### Sea Hurricane

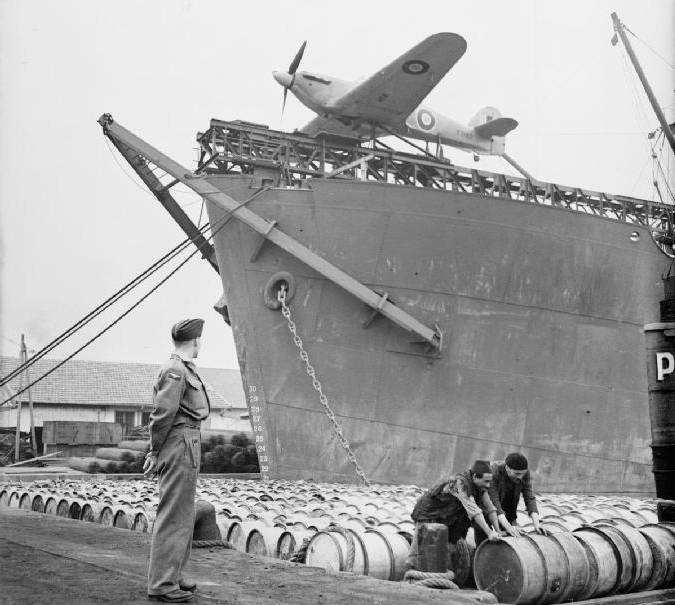
Sea Hurricane на борту торгового судна, оснащённого катапультой

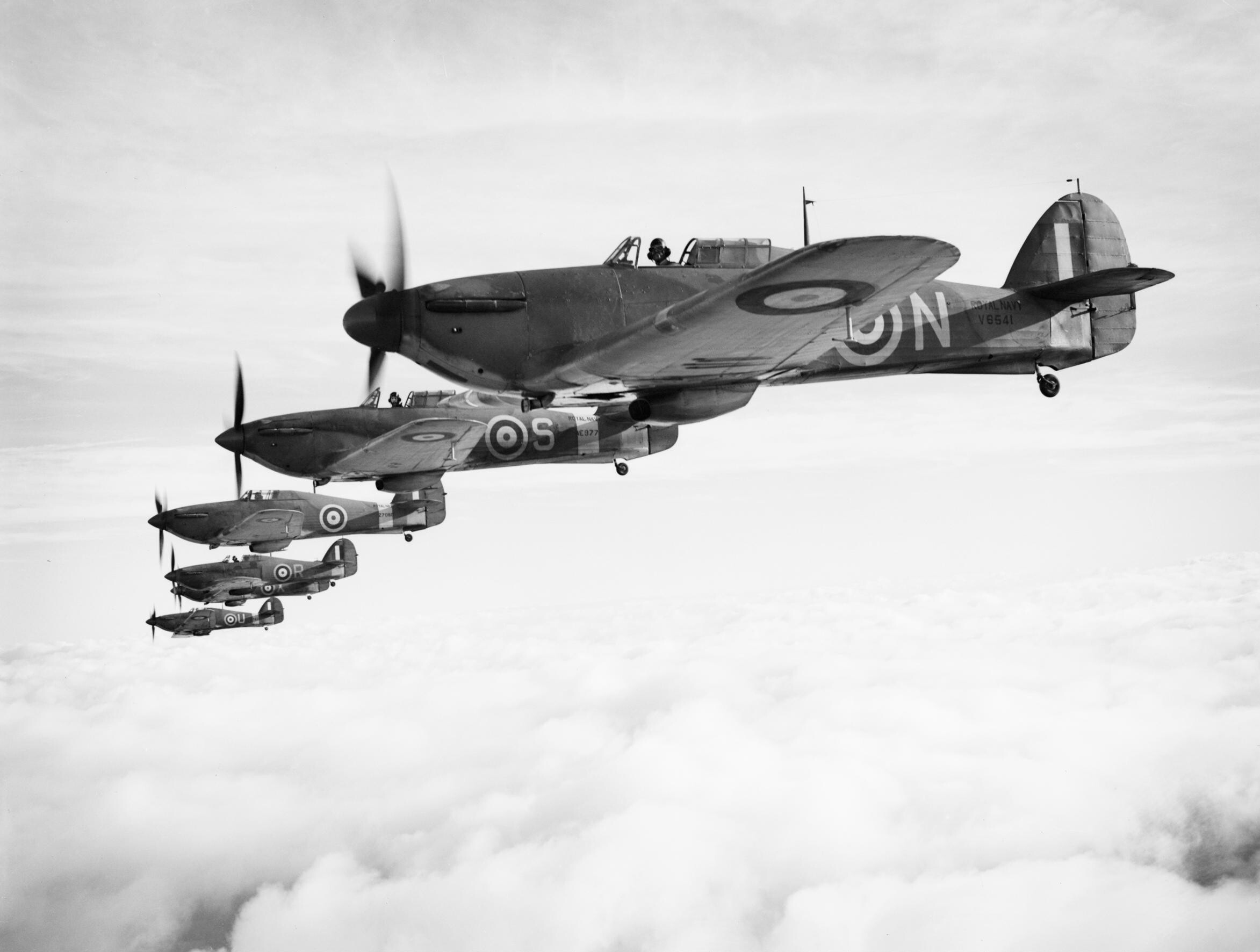
Sea Hurricane IB в строю, декабрь 1941

Sea Hurricane IA
Hurricane Mk I, модифицированные компанией General Aircraft Limited для старта с катапульт, установленных на транспортных судах. Такие суда имели возможность запускать самолёты, но не принимать их, поэтому, если самолёт был не в состоянии долететь до сухопутной базы, пилот выбрасывался с парашютом или приводнялся рядом с кораблём, который его подбирал. Неофициально их называли «Hurricats».
Большинство модифицируемых самолётов, снятых со службы на линии фронта, имело настолько плачевное состояние, что, по крайней мере, один вышел из строя из-за перегрузок при запуске с катапульты. Всего было перестроено около 50 единиц.
Sea Hurricane IB
Версия Hurricane IIA Series 2 с катушками катапульты и тормозным крюком. С октября 1941 они использовались на транспортных судах переделанных в авианосцы (так называемых торговых авианосцах), которые могли не только запускать самолёты, но и принимать их. Всего перестроено 340 единиц.
Sea Hurricane IC
Модификация Hurricane IIB и IIC, оснащённая катушками катапульты, тормозным крюком и крылом с четырьмя 20-мм пушками. Начиная с февраля 1942 года перестроено около 400 экземпляров.
Sea Hurricane IIC
Hurricane IIC, оснащённый морским приёмо-передатчиком. 400 самолётов было перестроено и использовалось на авианосцах флота.
Sea Hurricane XIIA
Hurricane XIIA канадской постройки, переделанный в «Си Харрикейн»

### ТТХ Sea Hurricane Mk.XIIA
Sea Hurricane Mk.XIIA
Технические характеристики
- Экипаж: 1 человек
- Длина: 9,81 м
- Размах крыла: 12,19
- Высота: 4,05 м
- Площадь крыла: 23,92 м²
- Масса пустого: 2631 кг
- Максимальная взлётная масса: 3674 кг
- Силовая установка:  ×  1 ПД Rolls-Royce Merlin ХХ
- Мощность двигателей:  × 1 х 1280 л. с.

Лётные характеристики
- Максимальная скорость: 550 км/ч
- Практическая дальность: 730 км
- Практический потолок: 10 850 м

Вооружение
- Стрелково-пушечное: четыре 20-мм пушки

## На службе

### Бои в Норвегии
14 мая 1940 г. на авианосце «Глориес» в Северную Норвегию была отправлена 46-я истребительная эскадрилья Королевских ВВС в составе 18 «Харрикейнов». 26 мая эскадрилья стартовала с авианосца для перелёта на береговые аэродромы. При посадке на аэродром в Сканланне 3 «Харрикейна» скапотировали из-за растаявшего снега (позднее их удалось отремонтировать), оставшиеся 13 истребителей приземлились на аэродроме в Бардфуросе.
46-я эскадрилья приняла активное участие в боях за Нарвик, прикрывая союзные и норвежские войска от налётов люфтваффе. Было сделано 249 вылетов. Первоначально, при эвакуации союзных войск из Северной Норвегии предполагалось уничтожение истребителей, которые, как считалось, не могли садиться на авианосцы. Однако командир 46-й эскадрильи сквадрон-лидер К. Б. Б. Кросс запросил разрешение попробовать спасти истребители. Вечером 7 июня на идущий против ветра на 26 узлах авианосец «Глориес» после нескольких заходов сели 3 «Харрикейна» с самыми опытными пилотами, следующим утром — остальные 10 истребителей. Только один из них потерпел аварию из-за лопнувшей шины. В тот же день 8 июня «Глориес» был потоплен в Норвежском море немецкими линкорами «Шарнхорст» и «Гнейзенау» вместе со всеми находившимися на нём самолётами. Среди немногих спасенных были 2 пилота 46-й эскадрильи, в том числе её командир — сквадрон-лидер Кеннет Кросс, будущий маршал авиации и командующий Королевскими ВВС.

### Вторжение во Францию
В ответ на запрос французского правительства[когда?] на десять истребительных эскадрилий для оказания воздушной поддержки, генерал (Air Chief Marshal) сэр Хью Даудинг, командующий штабом истребительных сил RAF, настоял на том, что такое количество самолётов сильно ослабит обороноспособность Великобритании. Поэтому лишь четыре эскадрильи «Харрикейнов» были переброшены во Францию. «Спитфайры» оставлены для защиты британских островов.
Первой прибыла 73-я эскадрилья, 10 сентября 1939 года. Скоро за ней последовали 1-я, 85-я и 87-я эскадрильи, а ещё немного позже 607-я и 615-я. В мае 1940 года 3-я, 79-я и 504-я эскадрильи прибыли для подкрепления, ввиду набирающего обороты немецкого Блицкрига; 13 мая дополнительные 32 «Харрикейна» прибыли на фронт. Все десять запрошенных эскадрилий действовали с баз во Франции и в полной мере ощутили всю мощь германского наступления. 17 мая, после первой недели боёв, только три эскадрильи были боеспособны. «Харрикейн» превосходил «Мессершмитты» Bf 109C, D и Е-1, но с появлением Bf 109E-3 приоритет перешел к противнику.
Старший лейтенант (Flying Officer) Эдгар Джеймс Кейн (Edgar «Cobber» Kain) одержал первую победу в октябре 1939 года во время его службы во Франции. Впоследствии он стал первым асом-истребителем RAF во Второй мировой войне. В июне 1940 года, направляясь в Англию в увольнение, покидая аэродром, он разбился насмерть, совершая «петлю победы» на низкой высоте.

### Битва за Британию
В конце июня 1940 года, после падения Франции, в большинстве эскадрилий RAF на вооружении стояли «Харикейны».
Битва за Британию официально продолжалась с 1 июля по 31 октября 1940 года, но тяжелейшие бои происходили между 8 августа и 21 сентября 1940. «Спитфайры» и «Харикейны» прославились в боях, защищая Британию против мощи люфтваффе — «Спитфайры» чаще перехватывали немецкие истребители, давая возможность «Харрикейнам» сфокусироваться на бомбардировщиках. Несмотря на несомненное превосходство в технических характеристиках «Спитфайра» перед «Харрикейном», на долю последнего приходится большее количество побед в этот период войны.
Крестом Виктории был награждён Эрик Николсон за свои действия 16 августа 1940, когда он был атакован тремя Bf-110. Николсон был тяжело ранен, а его «Харрикейн» повреждён и горел, но прочная конструкция оставалась целой. Во время попытки покинуть самолёт Николсон заметил, что один Ме-110 преследует его повреждённый «Харрикейн». Он вернулся в кокпит, вывел горящий самолёт из пикирования, атаковал врага и сбил Bf-110.

### Защита Мальты

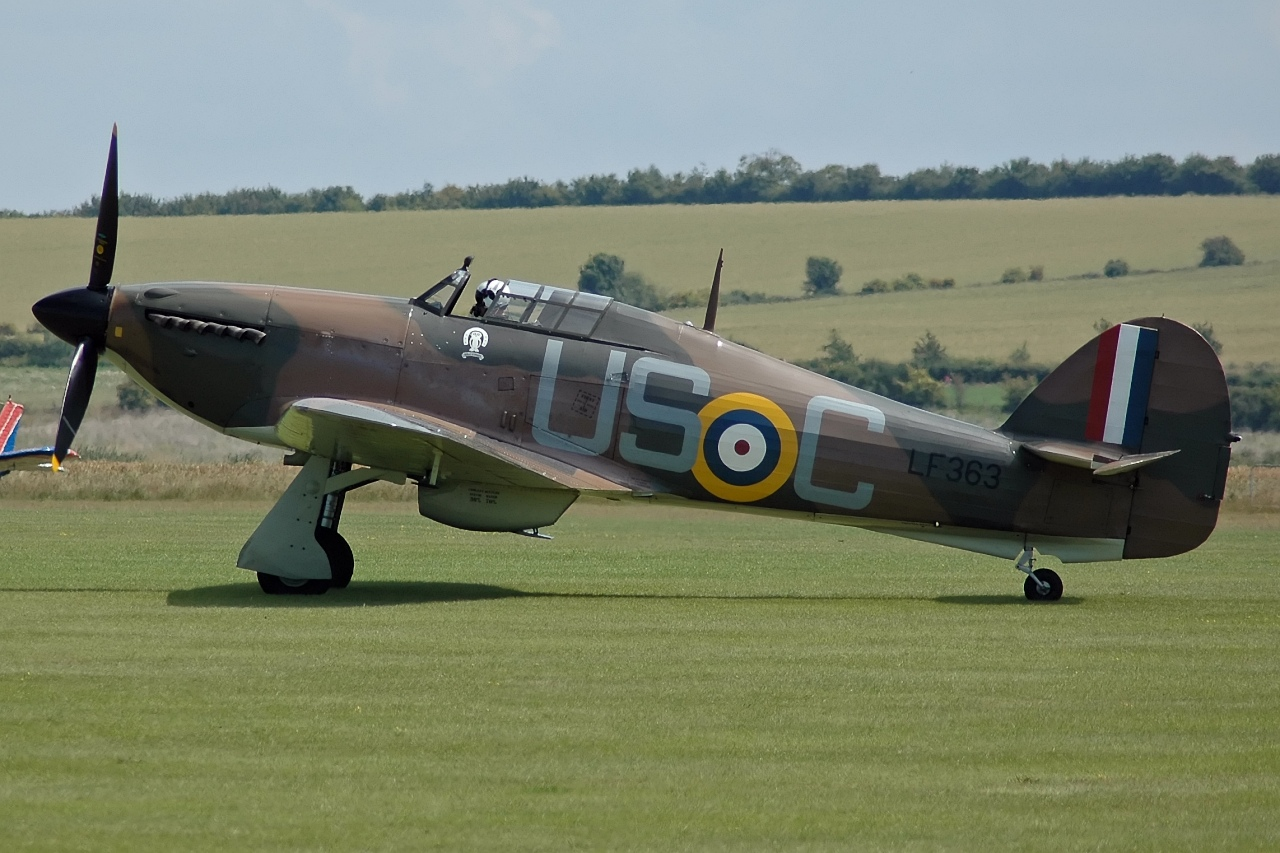
Hawker Hurricane IIC

«Харрикейны» сыграли значительную роль в обороне Мальты. 10 июня 1940 года, в день, когда Италия вступила в войну, Мальту защищали оставшиеся несколько Gloster Gladiator, которые должны были устоять против значительно превосходящих сил итальянских ВВС в течение следующих трёх недель. Четыре «Харрикейна» присоединились к ним в конце июня, и весь следующий месяц они вместе отражали атаки 200 вражеских самолётов с баз в Сицилии, потеряв только один «Гладиэйтор» и один «Харрикейн».
Следующее подкрепление из 12 «Харрикейнов» и двух Блэкберн «Скьюа» прибыло на авианосце HMS Argus 2 августа. Это побудило итальянцев задействовать немецкие пикирующие бомбардировщики Junkers Ju 87 для попытки разрушения аэродромов. В конце концов, чтобы сломить сопротивление Мальты, на базу в Сицилии прибыло соединение люфтваффе, многочисленные атаки которого на остров в течение следующих месяцев не дали результата. Прибывшее в конце апреля 1941 года подкрепление из 23 «Харрикейнов», и ещё 48 месяц спустя, а также подготовка к нападению на Советский Союз, вынудило командование люфтваффе вывести своё соединение.
Так как Мальта располагалась на морском маршруте снабжения сил Оси в Северной Африке, становившемся всё более и более важным к началу 1942 года, люфтваффе вернулись с новыми силами для второй попытки сломить сопротивление маленького острова. В марте, когда противостояние было на своём пике, 15 «Спитфайров» вылетело с авианосца HMS Eagle, чтобы присоединиться к «Харрикейнам», но большинство из них было уничтожено на земле атакой бомбардировщиков, последовавшей сразу после приземления. И опять «Харрикейны» выступали основной боевой силой до следующего подкрепления.

### На службе в СССР

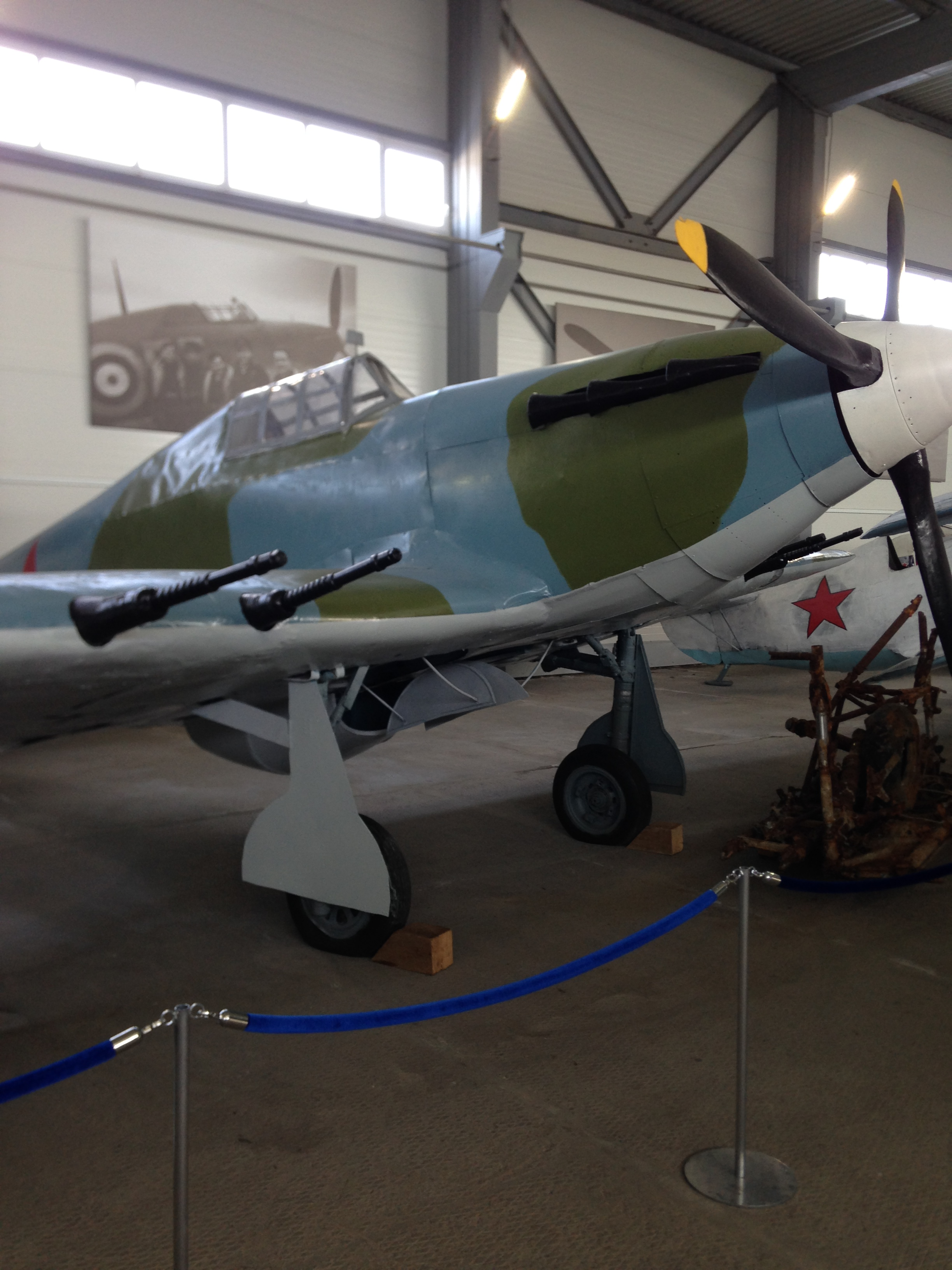
Харрикейн в Музее ВВС СФ в Сафоново, восстановленный макет

Во второй половине 1941 года истребители «Харрикейн» стали массово применять и на других театрах военных действий, вдалеке от Великобритании.
30 августа 1941 года Уинстон Черчилль предложил Сталину в рамках программы военной помощи поставить 200 истребителей типа «Харрикейн». Эти машины должны были стать хорошим дополнением к партии из 200 P-40 «Томагавк»[уточнить]. На тот момент Советский Союз был рад любой помощи союзников, и практически сразу было дано согласие. По планам эти самолёты должны были быть морским путём доставлены в Мурманск, где собраны и переданы советской стороне, однако первые «Харрикейны» попали в СССР не совсем обычным путём.
28 августа 1941 года на аэродром Ваенга под Мурманском приземлились 24 «Харрикейна» Mk.IIB из 151-го Крыла RAF, взлетевшие с палубы авианосца HMS Argus. Вскоре к ним добавились ещё 15 самолётов, доставленные и собранные в Архангельске английскими специалистами. В состав британской группы входили две эскадрильи. Задачей британских лётчиков была помощь в освоении советскими лётчиками новой техники. Однако, вскоре они включились в боевую работу, на которой вели совместное с советскими летчиками патрулирование воздушного пространства, прикрытие конвоев и портов, куда прибывала западная помощь.
Интересно, что зимой 1941/42 годов для вооружения советских истребительных полков пошли самолёты, изначально предназначенные для других стран.
Всего, в качестве британской военной помощи за годы войны, в СССР было поставлено около 3 тысяч «Харрикейнов»: было отправлено, по крайней мере, 210 машин модификации IIА, 1557 единиц — IIВ и аналогичных канадских X, XI, XII (выпущенных фирмой «Кэнедиэн Кар энд Фаундри» и отличавшихся частичной комплектацией американским оборудованием), 1009 машин — модификации IIС, 60 самолётов — IID и 30 — типа IV. Часть истребителей типа IIА на самом деле являлась переделкой старых машин типа I, проведённой фирмой «Роллс-Ройс». А осенью 1942 г. Советскому Союзу достался даже один «Си Харрикейн» I (номер V6881), так называемый «катафайтер» (истребитель, выстреливаемый с катапульты, для авиазащиты судов). Этот самолёт катапультировался с борта транспорта «Эмпайр Хорн» при прикрытии судов конвоя PQ-18 и приземлился в Архангельске.
Следует заметить, что зимой 1941/42 гг., когда большинство «Харрикейнов» было доставлено в СССР, у советских ВВС был огромный недостаток современных самолётов. Конечно, по сравнению с И-15 или подобными альтернативами, «Харрикейн» был чудом современной авиации. Однако, уже в конце 1941 г., «Харрикейны» сильно уступали немецким истребителям. С появлением новых советских самолётов отставание «Харрикейнов» стало ещё более заметным. Поэтому многие советские механики и инженеры старались, как могли, чтобы как-то улучшить характеристики самолёта. Многие изменения в вооружении были внесены в полевых условиях ещё до начала официальной программы модернизации.
Было улучшено бронирование — стандартную бронеспинку кресла пилота (две 4-мм стальные пластины) заменяли на бронеспинку от ЛаГГ-3 либо на бронированные сиденья, снятые с И-16.
7,62-мм Браунинги были заменены на 12,7 пулеметы УБК, либо на одну пушку ШВАК с двумя 12,7-мм пулемётами, подвески для ракет РС-82. В большинстве полков механики обычно снаряжали «Харрикейны» четырьмя или шестью РС-82. Появлялись проблемы, когда механики пытались использовать для охлаждения двигателя воду вместо гликоля. Были внесены изменения в систему охлаждения, но в конце концов собственный антифриз «Харрикейна» сменили на советские, лучше работавшие при низких температурах.
Несколько особняком стоят «противотанковые» модификации IID и IV с 40-мм пушками в подвесных контейнерах, прибывшие в СССР через Иран в начале 1943 года.
«Харрикейны» IID попали в советские ВВС после снятия их с вооружения дивизионов RAF в Северной Африке. До их боевого применения у нас так и не дошло, можно только добавить, что весной 1943 г. их использовали для переучивания лётного состава на Северном Кавказе.
К лету 1942 года «Горбатый», или же «Харитон», как их называли советские летчики («Харитон» — мужское имя, популярное в XIX веке), применялись в больших количествах на Балтийском и Северном флотах, в полках ВВС на Карельском, Калининском, Северо-Западном и 1 Воронежском фронтах, а также в многочисленных полках ПВО по всей стране.
Основной сферой применения «Харрикейнов» во второй половине войны стали именно части ПВО. Туда «Харрикейны» стали поступать практически с декабря 1941 г., но с конца 1942 г. этот процесс резко ускорился. Этому способствовало поступление из Англии самолётов модификации IIС с четырьмя 20-мм пушками «Испано». В то время ни один советский истребитель не имел столь мощного вооружения (секундный залп составлял 5,616 кг). В то же время испытания «Харрикейна» IIС показали, что он ещё тихоходнее, чем модификация IIВ (из-за большего веса). Он совершенно не годился для борьбы с истребителями, а вот для вражеских бомбардировщиков представлял собой немалую опасность. Поэтому не удивительно, что большинство поставленных в СССР машин этого типа попало в полки ПВО. Ими располагал, например, 964-й иап, прикрывавший в 1943-44 гг. Тихвин и Ладожскую трассу.
Интересно, что когда «Харрикейн» IIC в середине 1941 начал поступать в RAF, то некоторые месяцы их поступало в СССР относительно больше, чем в Англию и страны Британского Содружества.
Если на 1 июля 1943 г. в ПВО было 495 «Харрикейнов», то на 1 июня 1944 г. — уже 711. Они прослужили там всю войну, на их боевом счету 252 самолёта врага.

### Северная Африка

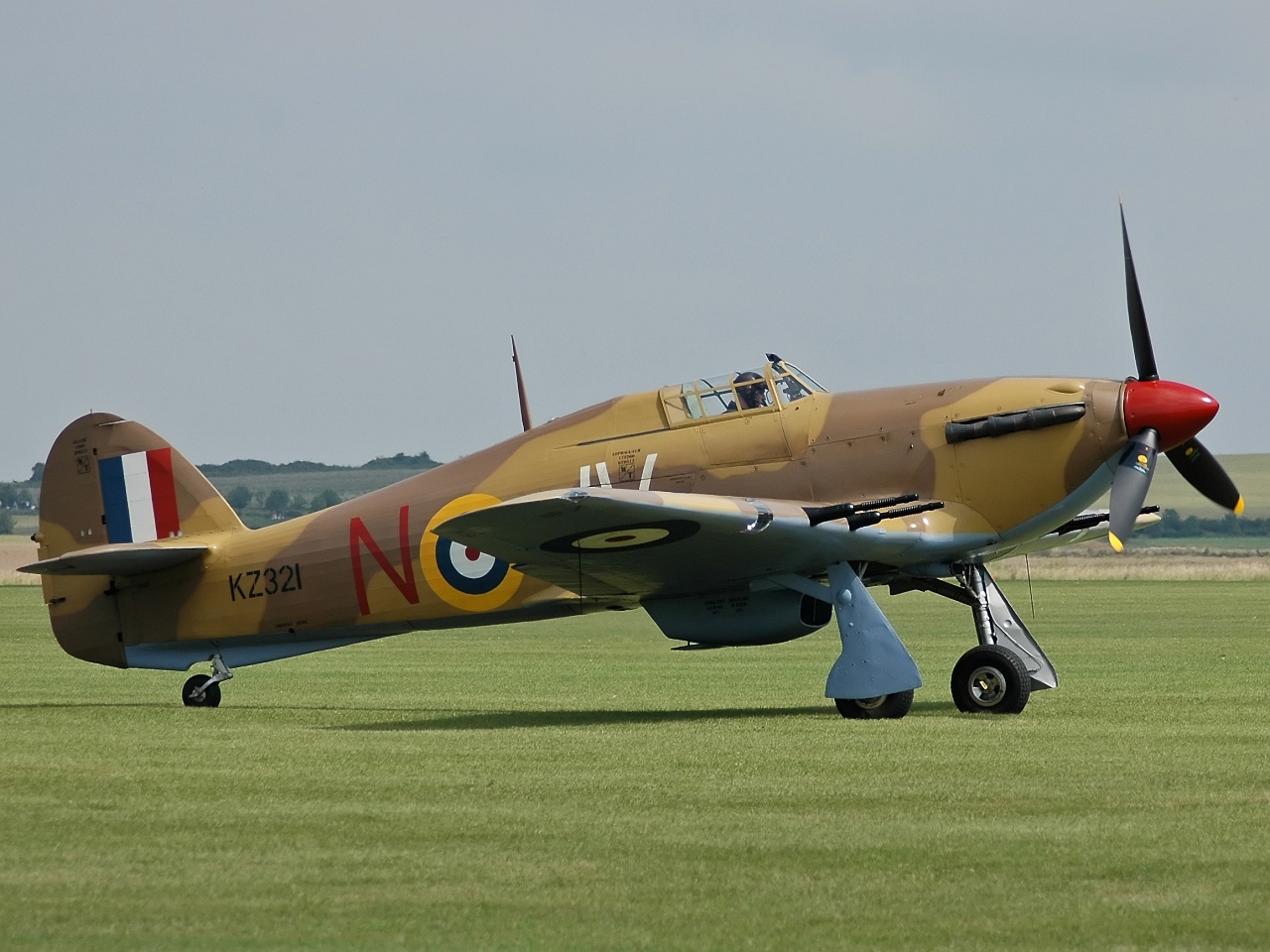
Hawker Hurricane IV в пустынном камуфляже

Первые «Харрикейны» появились в Северной Африке в августе 1940 года. Ими была вооружена одна эскадрилья. Формирование других эскадрилий происходило очень медленно, так как оборона Англии считалась более важной, чем Африканская кампания. «Харрикейны» чаще всего использовались в качестве лёгких бомбардировщиков для штурмовки наземных целей и несли значительные потери от зенитного огня.
В течение пятидневного сражения под Эль-Аламейном, начавшегося вечером 23 октября 1942 года, шесть эскадрилий «Харрикейнов» сделали 842 боевых вылета, уничтожив 39 танков, 212 автомобилей и бронетранспортёров, 26 заправщиков, 42 орудия и 200 единиц другой техники, и потеряв 11 пилотов.
Выполняя типичную роль поддержки наземных войск 13 марта 1943 года, «Харрикейны», базировавшиеся на базе Castel Benito близ Триполи, без потерь для себя уничтожили 6 танков, 13 бронеавтомобилей, 10 грузовиков, пять полугусеничных тягачей, пушку, прицеп и грузовик радиосвязи.
Лучшим асом, летавшим на «Харрикейне», был сержант Хэмиш Додз из 274-й эскадрильи, уничтоживший 14 самолётов противника, ещё шесть были не подтверждены и ещё семь он повредил.

### Югославия
В конце 1937 года Королевские военно-воздушные силы Югославии заключили контракт с Hawker Aircraft на закупку 12 истребителей типа Mk I, что стало первой закупкой зарубежного вооружения для королевских ВВС. Модель Mk I состояла на вооружении с 1938 по 1941 годы: 24 самолёта были заказаны из-за границы, ещё 20 были построены в Югославии заводом Zmaj. На момент начала Апрельской войны в распоряжении ВВС Югославии был 41 подобный самолёт. За 11 дней все самолёты были уничтожены или захвачены немцами.
Однако Hawker Hurricane с 1944 года использовались югославскими партизанскими 1-й и 2-й югославскими истребительными эскадрильями (351-я и 352-я эскадрильи королевских ВВС Великобритании).
На 1-й эскадрилье были истребители-бомбардировщики Mk IIC в качестве учебных и Mk IV в качестве боевых.
2-я использовала Mk IIC в качестве учебных, позже сделав выбор в пользу Supermarine Spitfire Mk V. Обе эскадрильи действовали в составе 281-го крыла королевских ВВС на Балканах, совершая штурмовки и помогая сухопутным войскам.
Hawker Hurricane использовались ВВС Югославии до начала 1950-х годов.

### Румыния
Румынская военная делегация отправилась в Великобританию в 1939 году и заказала 50 «Харрикейнов», со срочной доставкой 12 из них. Они были доставлены до того момента, как Румыния оказалась на стороне стран Оси в конце 1940 года. Эти самолёты были приписаны к 53-й эскадрилье истребителей и участвовали в операции «Барбаросса», в частности обороняли порт Констанцу и Черноморское побережье Румынии.

## Сохранившиеся экземпляры
| Тип              | Бортовой номер | Местонахождение                                                      | Изображение         |
| ---------------- | -------------- | -------------------------------------------------------------------- | ------------------- |
| Hawker Hurricane | 01             | Самолёт-памятник в пгт Ревда (Мурманская область)                    | Самолет в Ревде.jpg |
| Hawker Hurricane |                | Музейный комплекс УГМК, Верхняя Пышма, Свердловская область          |                     |
| Hawker Hurricane |                | Музей техники Вадима Задорожного, Московская область, г. Красногорск |                     |